# 황무
황무(黃武)는 중국 오왕(吳王) 손권(孫權)이 사용한 사연호(私年號)이다. 222년 10월에서 229년 4월까지 7년 7개월 동안 사용하였다.
220년 후한(後漢)이 멸망하고 위(魏)나라가 건국되었다. 221년 오(吳)의 손권은 위나라에 신하의 예를 갖추어 오왕(吳王)에 봉해졌다. 다만 연호는 후한의 연호인 건안을 계속 사용하다가 222년, 위나라와의 관계가 험악해지자 신하의 예를 거두고 독자적으로 연호를 제정하였다.
같은 시기에 사용된 다른 연호로는 조위(曹魏)에서 사용한 황초(黃初 : 220년 ~ 226년), 태화(太和 : 227년 ~ 233년), 촉한(蜀漢)에서 사용한 장무(章武 : 221년 ~ 223년), 건흥(建興 : 223년 ~ 237년)이 있다.

## 연대대조표
| 황무                | 원년           | 2년                 | 3년        | 4년        | 5년        | 6년             | 7년        | 8년        |
| 서력                | 222년          | 223년               | 224년      | 225년      | 226년      | 227년           | 228년      | 229년      |
| 육십간지 (六十干支) | 임인(壬寅)     | 계묘(癸卯)          | 갑진(甲辰) | 을사(乙巳) | 병오(丙午) | 정미(丁未)      | 무신(戊申) | 기유(己酉) |
| 조위 (曹魏)         | 황초(黃初) 3년 | 4년                 | 5년        | 6년        | 7년        | 태화(太和) 원년 | 2년        | 3년        |
| 촉한 (蜀漢)         | 장무(章武) 2년 | 3년 건흥(建興) 원년 | 2년        | 3년        | 4년        | 5년             | 6년        | 7년        |

## 같이 보기
- 중국의 연호

| 이전 연호 - | 중국의 연호 손오(孫吳) | 다음 연호 황룡(黃龍) |